# Tobii
Tobii AB (früher Tobii Technology) ist ein schwedisches Hightech-Unternehmen, das Produkte für die Blickerfassung (Eye-Tracking) und Augensteuerung („Eye Control“) entwickelt und verkauft. Dazu gehören elektronische Kommunikationshilfen, Geräte zur Aufzeichnung von Augenbewegungen und Blickrichtung, die in der wissenschaftlichen Forschung und Marktforschung genutzt werden, sowie Eye-Tracking-Technologie zur Integration in Computermonitore, VR-Headsets und andere elektronische Massenprodukte. Tobii gehört zu den weltweit führenden Unternehmen in diesem Sektor. Produkte des Unternehmens sind in 70 Ländern erhältlich.

## Geschichte
John Elvesjo, Mårten Skogö und Henrik Eskilsson gründeten das Unternehmen 2001. Mit dem „Tobii ET-17“ wurde 2002 das erste Produkt auf den Markt gebracht, ein in erster Linie für Forschungsanwendungen konzipierter, nach dem „Plug and Play“-Prinzip zu installierender externer Eye-Tracker für den Computer, der dem Probanden erlaubte, sich frei vor dem Monitor zu bewegen. 2005 wurde der „MyTobii D10“ eingeführt, ein Monitor mit eingebauter Augensteuerung, der an einen beliebigen Computer angeschlossen werden konnte und Menschen mit stark eingeschränkter Bewegungsfähigkeit erlaubte, den Computer mit ihrem Blick zu kontrollieren.
2005 eröffnete das Unternehmen seine erste Niederlassung in den USA; eine Niederlassung in Deutschland folgte 2007. Ebenfalls 2007 wurde das norwegische Software-Unternehmen Viking Software AS akquiriert, ein Hersteller von Software zur Unterstützten Kommunikation. Aus Viking Software wurde die norwegische Tochtergesellschaft Tobii Technology Norge AS. Im gleichen Jahr erhielt Tobii 14 Millionen Dollar Wagniskapital der Beteiligungsgesellschaft Investor Growth Capital. Eine weitere strategische Akquisition war die 2008 erfolgte Übernahme des Bostoner Unternehmens „Assistive Technology Inc.“ (heute „Tobii Assistive Technology Inc.“), einen Hersteller von elektronischen Kommunikationshilfen.
Im Mai 2009 wurden weitere 16 Millionen Dollar von Amadeus Capital Partners und Northzone Ventures und im Frühjahr 2012 21 Millionen Dollar von Intel Capital in Tobii investiert. Ebenfalls 2012 wurde mit „Tobii Glasses 1“ die erste Generation von Brillen mit Eyetracking-Technik eingeführt.
Im gleichen Jahr präsentierte Tobii auf der CES die Augensteuerung „Tobii Gaze“ an einem Windows 8 Computer. Teil der Präsentation war ein Videospiel, das nur mit den Augen gesteuert wird.
2014 übernahm Tobii seinen wichtigsten amerikanischen Konkurrenten im Marktsegment Unterstützte Kommunikation, das Unternehmen Dynavox Systems LLC.
Im April 2015 ging Tobii an der Stockholmer NASDAQ an die Börse; der Börsengang brachte 46 Millionen Dollar ein. Ebenfalls 2015 trat das Unternehmen mit einem ersten Produkt in den Markt für Unterhaltungselektronik ein: SteelSeries, ein dänischer Hersteller von Gaming-Peripheriegeräten und -Zubehör, lizenzierte Technologie von Tobii und verkaufte unter dem Namen „SteelSeries Sentry“ einen für PC-Spieler konzipierten externen Eye-Tracker.
2017 übernahm Tobii Sticky, ein Unternehmen aus San Francisco, das Eye-Tracking über Webcams nutzt, um für Unternehmenskunden große Marktforschungsstudien mit Online-Panels durchzuführen.
Im März 2018 zog sich John Elvesjo, einer der Gründer des Unternehmens, von seiner Position als stellvertretender Geschäftsführer zurück. Im April 2019 verließ auch Forschungsdirektor Mårten Skogö die Geschäftsführung. Sein Posten wurde nicht neu besetzt, da das Unternehmen mittlerweile Forschungsdirektoren für die drei Geschäftssegmente Unterstützte Kommunikation („Tobii Dynavox“), Professionelle Anwendungen („Tobii Pro“) und Technologien für den Massenmarkt („Tobii Tech“) hat.
Die Akquisition des britischen Unternehmens Smartbox, das ebenfalls elektronische Hilfsmittel für die unterstützte Kommunikation herstellt, im August 2018 erregte die Aufmerksamkeit der britischen Wettbewerbsbehörde Competition and Markets Authority. Gegen die Anweisung der Behörde, den Kauf rückgängig zu machen, legte Tobii im September 2019 Widerspruch ein.

## Unternehmen
Tobii hat seinen Hauptsitz in Danderyd bei Stockholm. Zur Muttergesellschaft Tobii AB gehören Tochtergesellschaften in den USA, Japan, China, Taiwan, Großbritannien, Deutschland und Norwegen. Sitz der deutschen Tochtergesellschaft Tobii Technology GmbH ist Frankfurt am Main.
Das Technologieunternehmen unterteilt seine Geschäftstätigkeit in die Geschäftseinheiten „Tobii Dynavox“ (Software für die unterstützte Kommunikation und elektronische Kommunikationshilfen mit Augensteuerung), „Tobii Pro“ (in der Forschung und Marktforschung genutzte Technik zur Aufzeichnung von Augenbewegungen) und „Tobii Tech“ (Augensteuerungstechnologie, die Hersteller von Massenprodukten in Computer, Smartphones, VR-Headsets und ähnliches integrieren können).
„Tobii Dynavox“ und „Tobii Pro“ trugen 2018 60 % bzw. 29 % zum Umsatz des Unternehmens bei. Beide Geschäftseinheiten arbeiten profitabel. Durch hohe (insbesondere Forschungs-)Investitionen in die Geschäftseinheit „Tobii Tech“ ist die Gesamtbilanz des Unternehmens negativ. In diesem Bereich sieht Tobii erhebliches Wachstumspotential, da es davon ausgeht, dass Computer, VR- und AR-Headsets, Smartphones und Fahrzeuge zunehmend mit Augensteuerungstechnologie ausgerüstet werden.
Geschäftsführer ist zurzeit (2019) Henrik Eskilsson. Die Geschäftseinheiten "Tobii Dynavox", "Tobii Pro" und "Tobii Tech" werden von Fredrik Ruben, Tom Englund bzw. Anand Srivatsa geleitet.

## Technologie
Eye-Tracking ist eine Sensortechnologie, mit deren Hilfe ein Computer oder ein anderes elektronisches Gerät „weiß“, wohin der Nutzer schaut. Die von Tobii entwickelten Eye-Tracker basieren auf dem Prinzip des „Corneal reflection trackings“. Sie bestehen aus Kameras, Infrarot-Projektoren und Prozessoren zur Auswertung der Daten.
Der Eye-Tracker projiziert ein Muster unsichtbarer Infrarot-Lichtpunkte auf die Hornhaut des Auges, und die integrierte Infrarot-empfindliche Kamera macht hochaufgelöste Aufnahmen vom Auge, die mithilfe von Bildverarbeitungs- und mathematischen Algorithmen ausgewertet werden. (Vereinfacht gesagt wird die Position der Lichtpunkte in Relation zur Pupille – die sich mit wechselnder Blickrichtung bewegt – ermittelt.) Auf diese Weise wird in kurzen Zeitabständen („Sampling rate“) der aktuell fixierte Punkt („Gaze point“) auf dem Computermonitor oder auf dem Display eines anderen elektronischen Gerätes berechnet. Dient die Technologie (in der Regel in eine spezielle Brille integriert) dazu, die Blickrichtung in einer realen dreidimensionalen Umgebung zu erfassen, gehen zusätzlich die Daten einer Kamera, die Aufnahmen der Umgebung erstellt, sowie von Bewegungs- und Beschleunigungssensoren in die Auswertung ein.

## Märkte

### Unterstützte Kommunikation
Menschen mit Kommunikationsbarrieren und schweren Bewegungseinschränkungen benutzen Tobiis technische Geräte und Sprachinstrumente, um zu kommunizieren und den Alltag zu bewältigen. Angeboten werden Software und Apps, die Text, Bilder und Symbole in gesprochene Sprache umwandeln, Software für den Sprachförderunterricht, Eye-Tracker, die die Augensteuerung von Windows-PCs ermöglichen, und Komplettlösungen für die unterstützte Kommunikation in Form von Tablets mit vorinstallierter Kommunikationssoftware und Touchscreen und/oder Augensteuerung, die teils auch Möglichkeiten bieten, externe Geräte mit den Augen zu steuern.

### Eye-Tracking-Lösungen und Dienstleistungen für die wissenschaftliche und kommerzielle Forschung
Eye-Tracking-Brillen, monitorbasierte Eye-Tracker sowie Software-Pakete von Tobii für die Aufzeichnung und Auswertung von Eye-Tracking-Daten werden im akademischen Bereich (etwa in der Psychologie, in den Neurowissenschaften, in der Säuglings- und Kleinkindforschung, in den Erziehungswissenschaften, in den Sportwissenschaften, in der klinischen Forschung und Diagnostik) sowie zur Durchführung von Usability-Studien und in der Marktforschung genutzt. Darüber hinaus bietet das Unternehmen die Durchführung von Marktforschungs- und Usability-Studien auch als Dienstleistung an.

### Eye-Tracking für Massenprodukte
Unternehmen verschiedener Branchen, die Eye-Tracking bzw.  Eye-Tracking-Unterstützung in Smartphones, Computer, VR-Headsets, Fahrerassistenzsysteme, Betriebssysteme, Computerspiele und weitere Verbraucherprodukte integrieren wollen, können die Technik und Software von Tobii lizenzieren. Aktuell (2019) kooperiert Tobii in diesem Bereich unter anderem mit Dell, HTC, Intel, Microsoft, Qualcomm und Nvidia. Das Betriebssystem Windows unterstützt ab Version 7 Eye-Tracker von Tobii. Ende 2019 werden bereits knapp 150 Computerspiele angeboten, die mit einer Tobii-Augensteuerung funktionieren.

## Preise und Auszeichnungen
- 2008 „Grand Award of Design“ für ihre blickgesteuerten Bildschirme
- 2010 „SIME Grand Prize“ für das innovativste Technologie-Konzept
- 2011 Red Dot Design Award für Eye-Tracking-Brille „Tobii Glasses“[45]
- 2011 „Bully Award“
- 2012 Preis für den besten Prototyp bei der Consumer Electronics Show
- 2013 Ernennung zum „Technologie-Pionier“ durch das Weltwirtschaftsforum[46]